# Festung Hwaseong
Die Festung Hwaseong (kor.: 화성) in der Stadt Suwon (수원) in Südkorea ist eine Ende des 18. Jahrhunderts auf Befehl des Königs Jeongjo (정조) (1752–1800) erbaute Festungsanlage. Während des Koreakriegs teilweise zerstört, wurde sie ab den 1970er Jahren zu großen Teilen wieder restauriert. 1997 wurde die Festung von der UNESCO als Weltkulturerbestätte in das UNESCO-Welterbe aufgenommen.

## Geografie
Die Hwaseong-Festung liegt etwa 2,5 km nordwestlich des heutigen Stadtzentrums von Suwon und rund 4 km nördlich des Flughafens der Stadt. Bei einer Ausdehnung von 1,8 km in nordöstlicher Richtung und 1,2 km in südöstlicher Richtung, umfasst die Gesamtfläche der Festungsanlage in etwa 1,3 km². Die ehemaligen Mauern der Festung erstreckten sich über eine Gesamtlänge von rund 5,7 km. Durch das Areal fließt der Fluss Daecheon (대천), der in den Bergen nördlich der Stadt entspringt, in südliche Richtung.

## Geschichte
Im Juli 1789 verlegte König Jeongjo, der 22. König der Joseon-Dynastie, das Grab seines Vaters von Yangju (양주) hinauf auf den Hügel Paldalsan (팔달산) der heutigen Stadt Suwon. Jeongjos Vater, war Prinz Sado (사도), der im August 1761 wegen unehrenhaftem Verhalten von seinem eigenen Vater, König Yeongjo (영조), getötet wurde.
Mit der Grabverlegung zu einem ganz besonderen Ort beabsichtigte Jeongjo seinen Vater zu ehren und rehabilitieren zu können. Damit aber nicht genug, plante er die Gründung einer neuen Stadt in der Nähe des Grabes, den Bau einer Festung und die Verlegung seiner Residenz dorthin. Wie Doo Won Cho, Experte in Denkmalpflege, in seiner Dissertation 2010 anmerkte, hatte König Jeongjo anscheinend Hwaseong als Handelszentrum geplant, „weshalb er wirtschaftliche Aktivitäten aktiv förderte“. Zudem war Hwaseong sicherlich auch dafür gedacht, wirtschaftliche und militärische Stärke zu demonstrieren und den Anspruch auf soziale und kulturelle Führerschaft im Land zu untermauern. Beispiele hierfür sind u. a. die Errichtung der königlichen Bibliothek (규장각, Gyujanggak) und die Stationierung einer Garnison (장용엉, Jangyongyeong) in Hwaseong, beide während der ersten Hälfte seiner Regentschaft, die von 1776 bis 1800 dauerte, erfolgt. Jeongjo muss sich vor möglichen militärischen Angriffen, von Seoul aus kommend, gefürchtet haben. Die Spannungen innerhalb der politischen und einflussreichen Klasse des Landes seinerzeit, gaben wohl den Anlass dazu. So versuchte Jeongjo mit Hwaseong ein neues Machtzentrum aufzubauen und gab im zweiten Monat des Jahres 1797 (nach dem Mondkalender) mit einem Handelsdekret den zwanzig reichsten Familien von Seoul den Anreiz, nach Hwaseong umzuziehen und dort ihre Basis für ihren Handel aufzubauen.

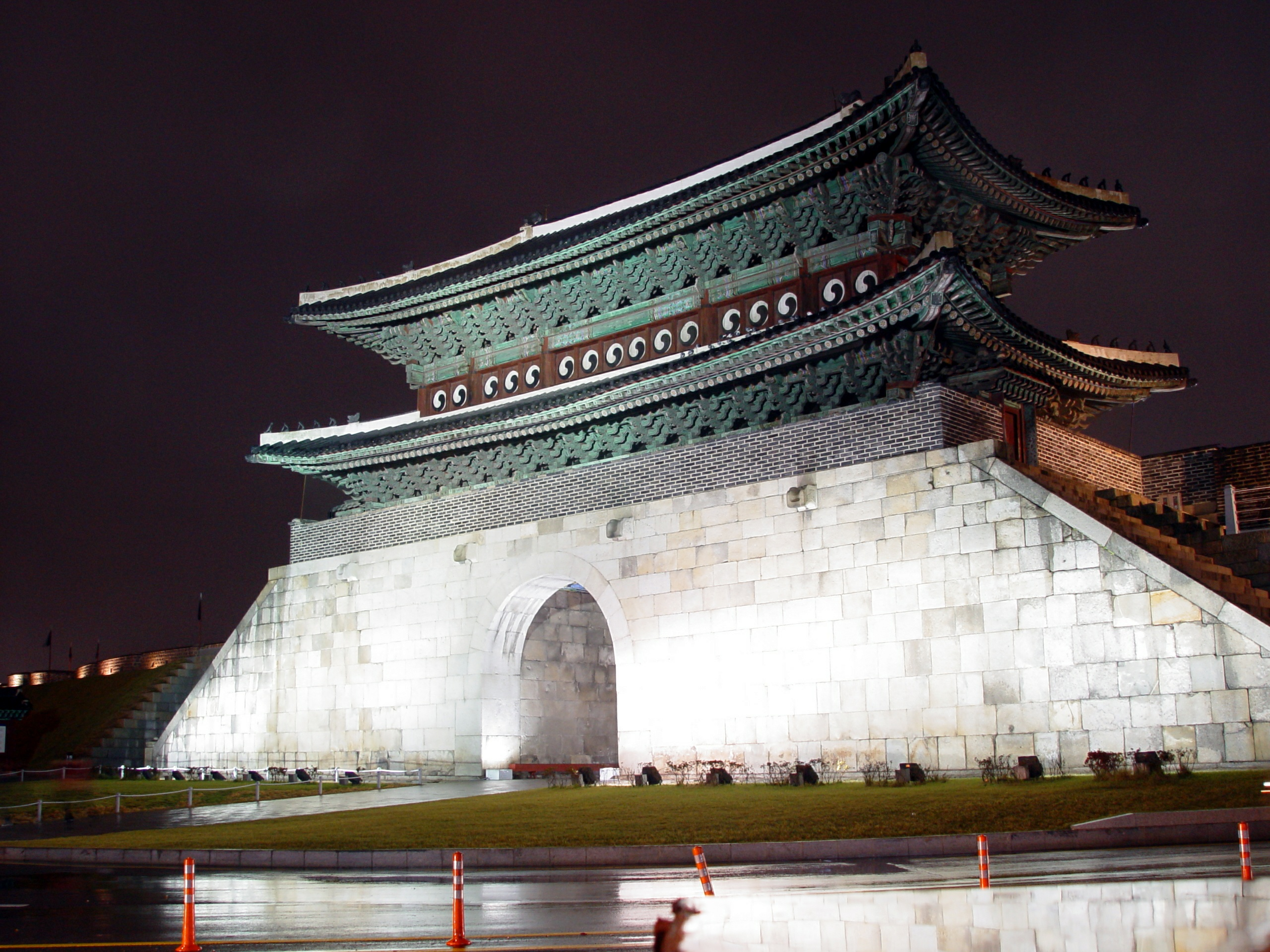
Janganmun (장안문)

Mit dem Bau der Hwaseong-Festung, ursprünglich auf 10 Jahre Bauzeit geplant, begann der Philosoph und Architekt Jeong Yak-yong (정약용) im Auftrag von Jeongjo am 7. Januar 1794, doch stellte er die Anlage nach nur etwas mehr als 2 1/2 Jahren am 10. September 1796 fertig. Ein neu eingeführtes Entlohnungssystem, welches die Arbeitsleistung des Einzelnen würdigte, statt wie zuvor zwangsverpflichtet arbeiten zu müssen, machte die erhebliche Verkürzung der Bauzeit möglich.
Nach der Fertigstellung der Festung wurde die Stadt innerhalb der Festung entwickelt. Entsprechend der Verwaltungsgliederungen von Städten während der Joseon-Dynastie wurde auch die Stadt Hwaseong, die später in Suwon umbenannt wurde, innerhalb der Festungsanlage in die vier Verwaltungsbezirke Nord, Ost, Süd und West aufgeteilt und durch zwei sich kreuzende Straßen unterteilt. Gut hundert Jahre später zeigte ein von der japanischen Kolonialregierung 1911 erstmals erstellter Katasterplan der Festungsanlage, dass die historische Struktur der Festung und der Stadt zu diesem Zeitpunkt noch weitgehend intakt war.

### Zerstörungen
Während der japanischen Kolonialzeit (1910–1945) verlor die Festung und die Stadt bereits einen Teil ihrer historischen Gebäude oder wurden verändert und deren Nutzen umgewidmet. So wurde beispielsweise der Palast Haenggung (행궁) aus politischen Gründen abgerissen und an dessen Platz das Provinzkrankenhaus von Gyeonggi-do gebaut.
Während des Koreakriegs war die Stadt Suwon wegen ihrer strategischen Bedeutung hart umkämpft, wurde am 1. Juli 1950 von den nordkoreanischen Truppen eingenommen und im September von alliierten Streitkräften zurückerobert. Bei den Kämpfen wurden große Teile der Stadt und der Festungsanlage zerstört, wie das Janganmun- (장안문) und das Changnyongmun-Tor (창뇽문) und Teile der Mauer.

### Wiederaufbau
Obwohl bereits 1964 in Teilen der Wiederaufbau stattfand, brauchte es noch elf Jahre, um die meisten Teile der Festungsanlage in einem größer angelegten Restaurierungsprojekt, das von 1975 bis 1979 dauerte, originalgetreu wieder aufzubauen. Weitere Reparatur- und Restaurierungsmaßnahmen fanden in den 1980er und 1990er Jahren statt, so wurde in dieser Zeit zum Beispiel der Palast Haenggung rekonstruiert.
Die Festung wurde 2004 von der American Society of Civil Engineers in die List of International Historic Civil Engineering Landmarks aufgenommen.

## Hwaseong Seongyeok Uigwe
Das Buch Hwaseong Seongyeok Uigwe (화성 성역 우이궤) wurde zwischen Juli und September 1801 noch im Auftrage des Königs Jeongjo erstellt. In dem Buch wurden alle vorhandenen Aufzeichnungen zu einem Gesamtwerk zusammengestellt. Das Buch enthält neben detaillierten Bauplänen der gesamten Festungsanlage auch sehr detaillierte Aufzeichnungen über einzelne Arbeiten der verschiedenen Bauabschnitte. Des Weiteren gibt das Buch Aufschluss über die verwendeten Materialien und beschreibt angewandte Bautechniken. Auch Informationen über die Kosten und einem detaillierten Zeitplan des Projekts sowie Informationen über die am Bau beschäftigten Menschen sind in dem Werk zu finden. Die originalgetreue Restaurierung und der Wiederaufbau einzelner Gebäude wäre ohne das Hwaseong Seongyeok Uigwe nicht möglich gewesen.
Ende des 19. Jahrhunderts gelangte die Baudokumentation durch einen französischen Gesandten nach Frankreich. Der Koreaner Hong Jong-wu, erster Student seines Landes in Frankreich, übersetzte das Werk ins Französische. So konnten Diplomaten Frankreichs an der École des langues orientales in Paris dieses Werk zum Erlernen der koreanischen Sprache mit nutzen.

## Das Bauwerk

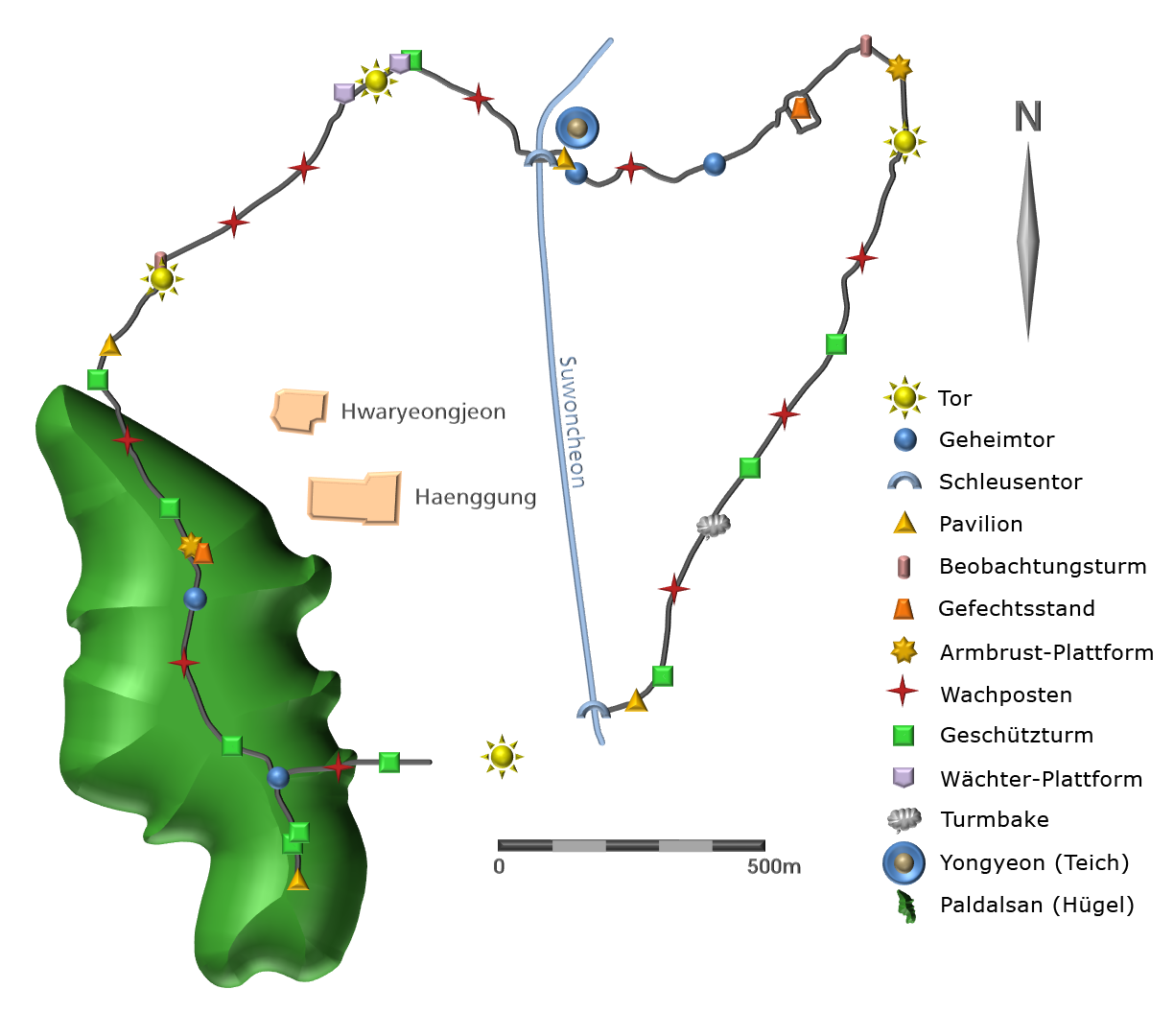
Lageplan der Festung

Die Festung besteht aus 44 einzelnen Bauwerken, einer 5,7 km langen und bis zu 7 m hohen Mauer und 4 Bauwerken mit Toren, die den Zugang zum alten Stadtteil von Hwaseong aus allen vier Himmelsrichtungen ermöglichte. Die Anlage wurde seinerzeit an den aktuellen Bedürfnissen in Sachen Waffentechniken angepasst. Waren Jahrhunderte zuvor noch Mauerhöhen von Festungen bis zu 20 Meter mit kriegsentscheidend, so hätte ein Angriff mittels Artillerie nach der Einführung der neuen Kriegstechnik in Asien die Schäden an großen Mauern nur vergrößert und in Wirklichkeit weniger Schutz geboten. Stattdessen versuchte man die Mauer dicker zu gestalten und die Stabilität des Mauerwerks durch die Verwendung größerer Steine in den Fundamenten und in der Grundstruktur des Mauerwerks zu erhöhen. Durch die Kombination von Steinen mit einer Länge von bis zu 1,5 m, und Ziegelsteinen an strategische wichtige Bereiche, versuchte man eventuelle Schäden an dem Mauern durch Artillerie zu verringern. Zur Verteidigung wurde in den Mauern über 2.700 Schießscharten eingebaut, sowie Öffnungen, durch die heißes Wasser oder Jauche zur Abwehr von Angreifern geschüttet werden konnte.
Die Elemente der Festungsanlage in einer Aufzählung:
- 4 Tore, je eines in jede Himmelsrichtung,
- 5 versteckte Pforten,
- 2 Flussdurchlässe, ein Durchlass im Norden und einer im Süden,
- 4 Flankierungstürme,
- 2 Türme für die Bogenschützen,
- 1 Signalfeuerturm,
- 3 Türme mit Aufenthaltsräumen
- 5 Wachtürme,
- 5 Kanonentürme,
- 8 Bastione,
- 4 Eckpavillons und
- 2 Pavillons für die Generäle.[15]

Innerhalb der Festungsanlage befand sich ursprünglich die neu angelegte Stadt Hwaseong mit der Palastanlage Haenggung (행궁), dem Tempel Seongsinsa (성신사), der königlichen Bibliothek (규장각, Gyujanggak) und vielen anderen repräsentativen sowie funktionalen Gebäuden.
Im Laufe der vergangenen mehr als 200 Jahren wuchs die Stadt über die Grenzen der Festungsmauern hinaus, veränderte ihr Stadtbild und verlagerte sein Zentrum südöstlich der Festungsanlage. Noch während der Joseon-Dynastie von dem Festungsnamen Hwaseong abweichend in Landkreis Suwon umbenannt, folgten nach 1910 mit dem Wachstum der Stadt die Umbenennungen, Gemeinde Suwon, Stadtkreis Suwon und schließlich die Erhebung zur Stadt Suwon.

## Weltkulturerbe
Die Festung Hwaseong wurde 1997 aufgrund eines Beschlusses der 21. Sitzung des World Heritage Committee in die Liste des UNESCO-Welterbes eingetragen. In der Begründung für die Eintragung heißt es unter anderem:
Die Festung Hwaseong unterschied sich von den Festungen in China und Japan dadurch, dass sie militärische, politische und kommerzielle Funktionen miteinander verband. Der Entwurf von Jeong Yakyong, einem führenden Gelehrten der School of Practical Learning, zeichnete sich durch sorgfältige Planung, die Kombination von Wohn- und Verteidigungsmerkmalen sowie die Anwendung der neuesten wissenschaftlichen Erkenntnisse aus. Hwaseong ist auch insofern einzigartig, dass es sowohl flaches als auch hügelige Land umfasst und das Terrain für eine maximal wirksame Verteidigung nutzt.
Die Eintragung erfolgte aufgrund der Kriterien (ii) und (iv).
(ii): Die Festung Hwaseong stellt die Spitze der Militärarchitektur des 18. Jahrhunderts dar, die die besten wissenschaftlichen Ideen aus Europa und Ostasien enthält, die durch sorgfältiges Studium durch Gelehrte der School of Practical Learning zusammengebracht werden. Sie zeigt wichtige Entwicklungen im Bauwesen und in der Verwendung von Materialien, die den Austausch wissenschaftlicher und technischer Errungenschaften zwischen Ost und West widerspiegeln. Die Festung hatte einen großen Einfluss auf die Entwicklung der koreanischen Architektur, Stadtplanung, Landschaftsbau und verwandte Techniken.
(iv): Hwaseong kombinierte traditionelle Festungsbauverfahren mit einem innovativen Standort-Layout, das es ermöglichte, defensive, administrative und kommerzielle Funktionen zu bieten. Hwaseong ist ein Zeugnis für die rapide soziale und technische Entwicklung des 18. Jahrhunderts von Korea.